# Övörkhangai (tỉnh)
Övörkhangai (tiếng Mông Cổ: Өвөрхангай, nghĩa là nam Khangai) là một trong 21 aimag (tỉnh) của Mông Cổ, nằm tại phía nam của đất nước. Tỉnh lị là Arvaikheer.
Tu viện Shankh, một trong những tu viện cổ nhất và quan trọng nhất Mông Cổ nằm trên địa bàn tỉnh, ngoài ra còn có các tu viện lớn khác như Tu viện Erdene Zuu và Tu viện Tövkhön.

## Giao thông
Sân bay Arvaikheer (AVK/ZMAH) có một đường băng chưa được trải và có các chuyến bay định kỳ đến thủ đô Ulan Bator và Altai.

## Hành chính

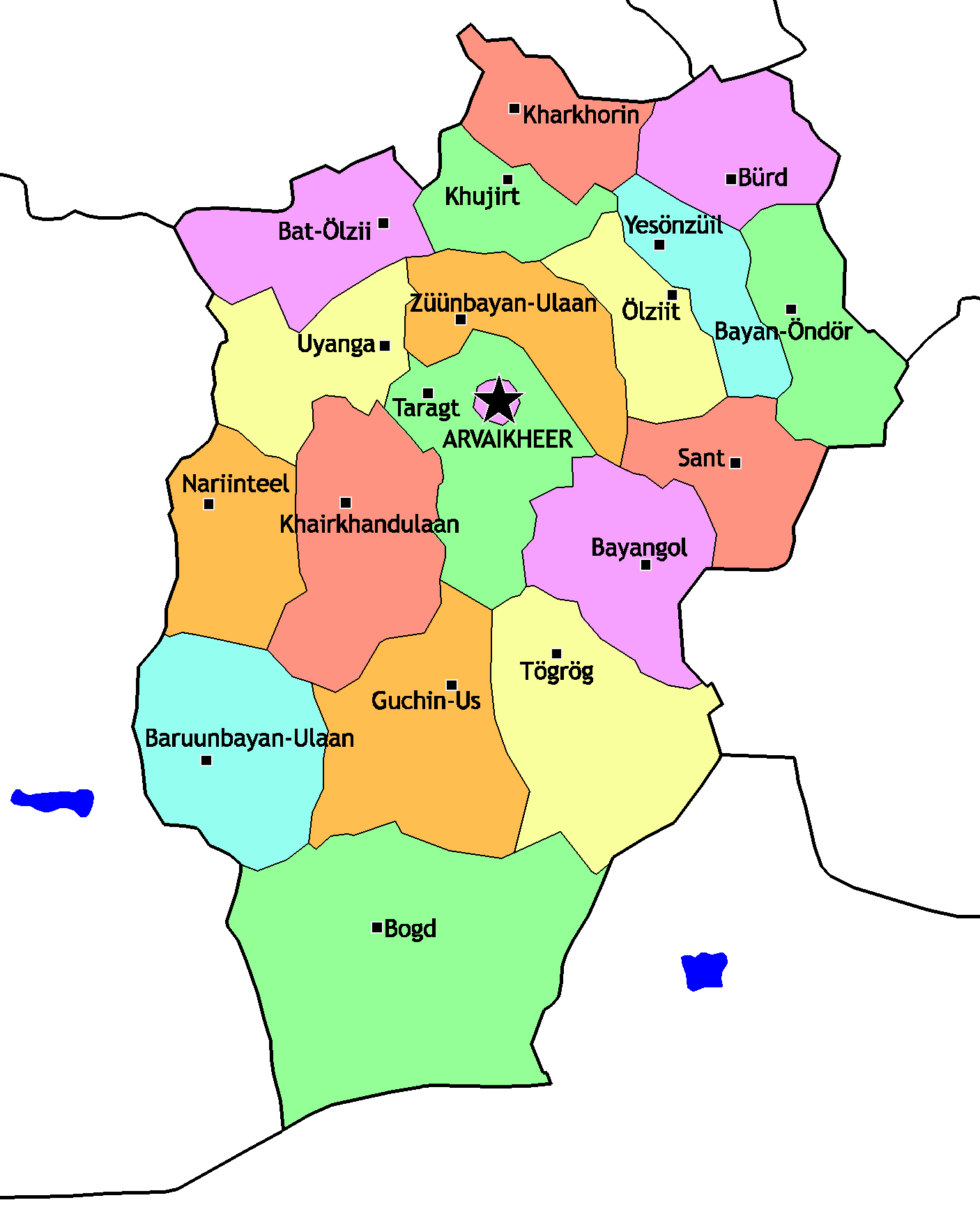
Các Sum của Övörkhangai

| Sum                | Tiếng Mông Cổ     | Dân số 2004 | Dân số 2006 | Dân số 2008 |
| ------------------ | ----------------- | ----------- | ----------- | ----------- |
| Arvaikheer         | Арвайхээр         | 22.546      | 24.954      | 25.622      |
| Baruun Bayan-Ulaan | Баруун Баян-Улаан | 2.586       | 2.502       | 2.556       |
| Bat-Ölzii          | Бат-Өлзий         | 5.932       | 5.878       | 6.189       |
| Bayan-Öndör        | Баян-Өндөр        | 3.734       | 4.077       | 4.261       |
| Bayangol           | Баянгол           | 4.103       | 3.933       | 4.572       |
| Bogd               | Богд              | 5.708       | 5.395       | 5.342       |
| Bürd               | Бүрд              | 3.171       | 3.258       | 3.135       |
| Guchin-Us          | Гучин-Ус          | 2.290       | 2.279       | 2.260       |
| Khairkhandulaan    | Хайрхандулаан     | 3.388       | 3.462       | 3.510       |
| Kharkhorin         | Хархорин          | 12.546      | 13.270      | 12.901      |
| Khujirt            | Хужирт            | 6.781       | 6.749       | 6.649       |
| Nariinteel         | Нарийнтээл        | 3.797       | 3.792       | 3.736       |
| Ölziit             | Өлзийт            | 2.805       | 2.678       | 2.741       |
| Sant               | Сант              | 3.706       | 3.540       | 3.525       |
| Taragt             | Тарагт            | 3.860       | 3.424       | 3.313       |
| Tögrög             | Төгрөг            | 2.839       | 2.691       | 2.689       |
| Uyanga             | Уянга             | 10.003      | 10.510      | 9.581       |
| Yesönzüil          | Есөнзүйл          | 3.584       | 3.415       | 3.422       |
| Züünbayan-Ulaan    | Зүүнбаян-Улаан    | 4.268       | 4.343       | 4.436       |

## Hình ảnh

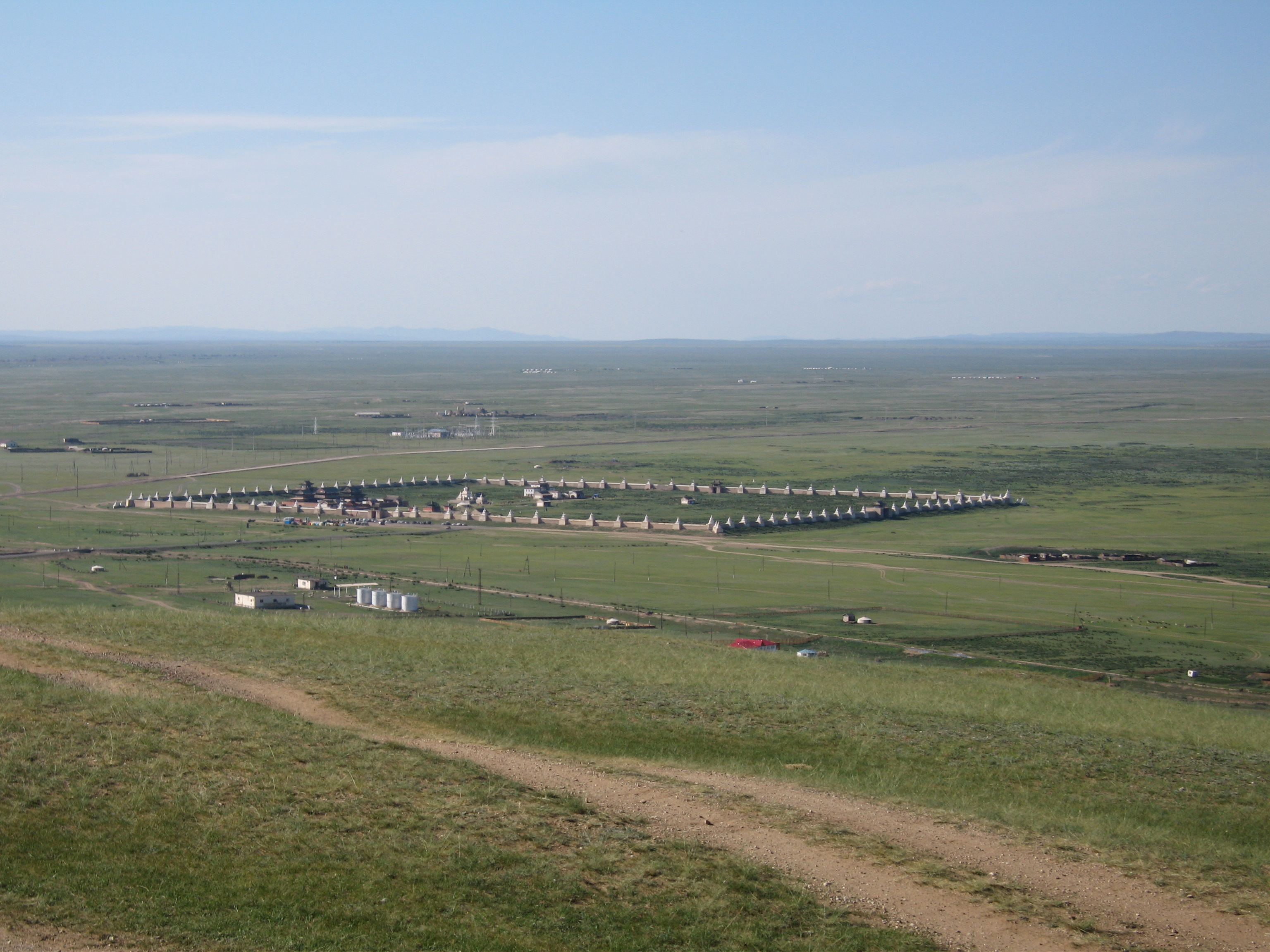
Phong cảnh quanh Tu viện Erdene Zuu
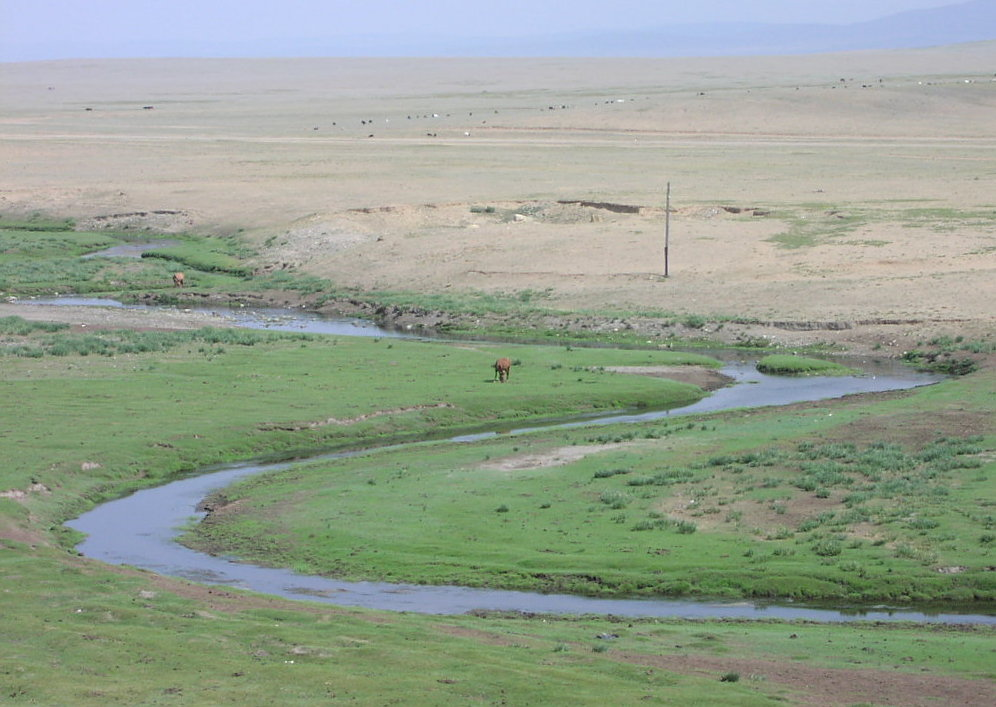
Kharkhorin
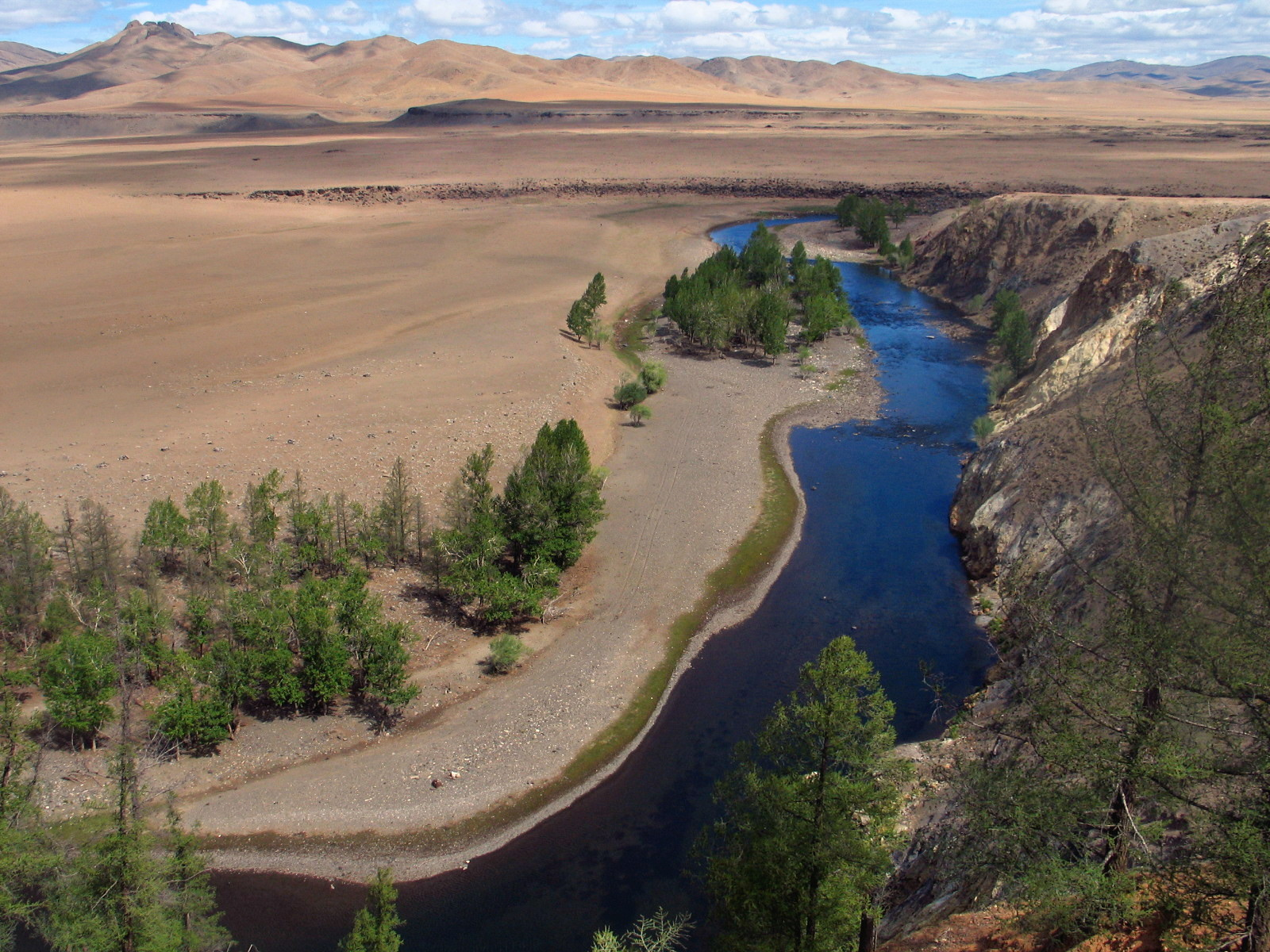
Sông Orkhon
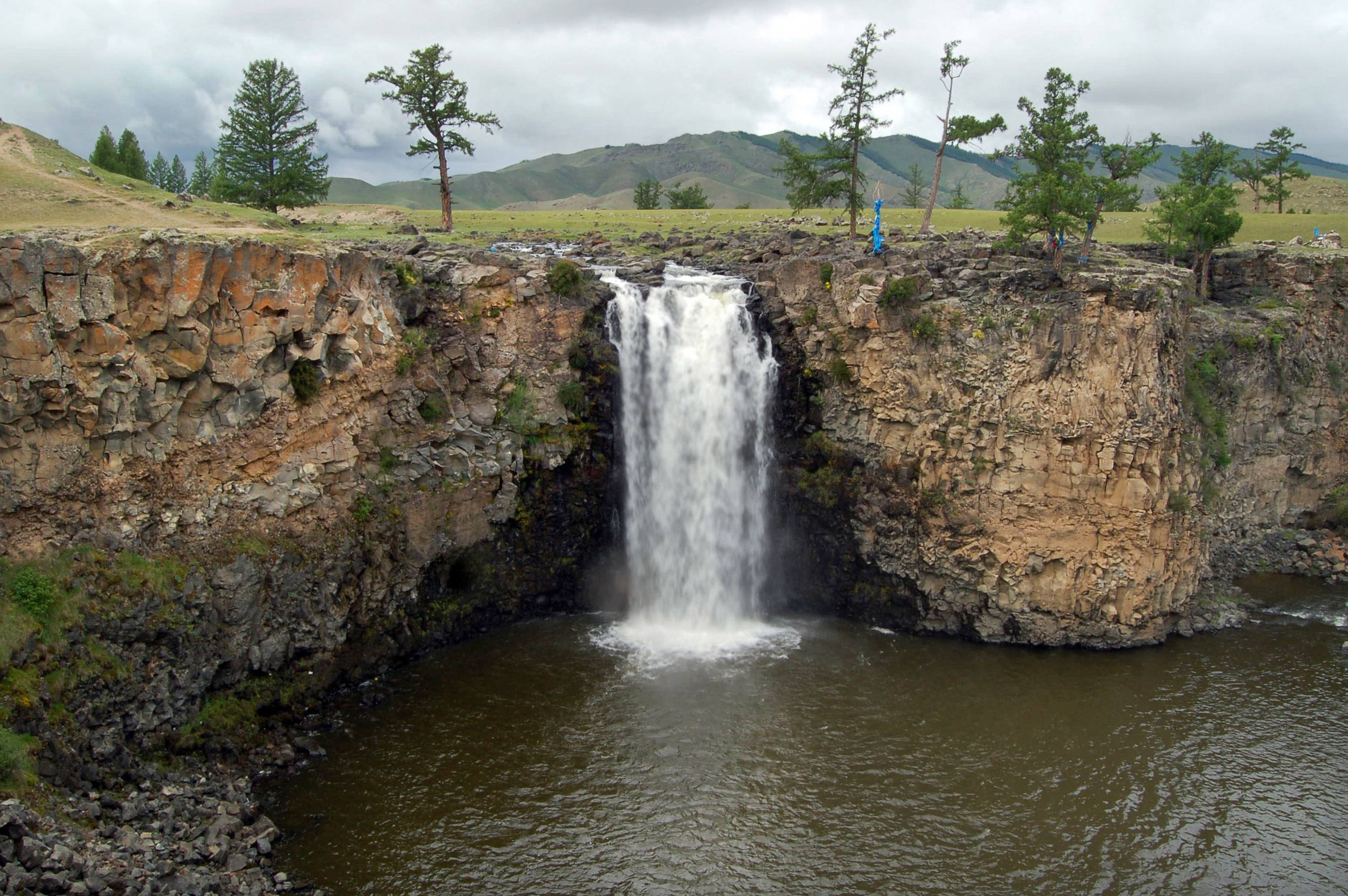
Thác Ulaan-Tsutgalan